# Веймарн (станция)
Ве́ймарн — участковая станция Октябрьской железной дороги в Кингисеппском районе Ленинградской области. Расположена в посёлке Веймарн. Название получила в честь А. Ф. Веймарна, бывшего владельца этих земель. Электрифицирована с постоянным током 3кВ. 
От станции отходят железнодорожные линии на Сланцы, Ивангород-Нарвский, Котлы. Котловское направление стало особенно востребованным после постройки морского порта в Усть-Луге.

## История
Строительство ширококолейной линии Веймарн — Чудово — Будогощь — Тихвин началось перед Великой Отечественной войной для создания рокады в случае нападения со стороны Финляндии. Однако строительство завершить не успели, а после войны средств на завершение линии не было.

## Движение
На станции останавливаются все проходящие через неё пригородные поезда:
- 6661 Санкт-Петербург, Балтийский вокзал — Ивангород
- 6662 Ивангород — Санкт-Петербург, Балтийский вокзал
- 6673 Санкт-Петербург, Балтийский вокзал — Сланцы
- 6674 Сланцы — Санкт-Петербург, Балтийский вокзал

У станции расположена автобусная остановка пригородных маршрутов:
- № 71/82А Кингисепп — Беседа
- № 76А/82А Кингисепп — Поречье
- № 76Б/82А Кингисепп — Мануйлово
- № 76/82А Кингисепп — Заполье
- Расписание автобусов и поездов по Веймарну, Ивангороду, Кингисеппу, Сланцам

## Фото
- Мемориал возле станции
- Здание диспетчерской службы
- Дизель-электропоезд ДТ1 на станции
- Платформа и пути станции
- Станция Веймарн